# Ángel Oliveros Jiménez
Ángel Oliveros Jiménez (Alcalá de Guadaíra, 27 d'octubre de 1941 - 1 d'abril de 2017) fou un futbolista espanyol de les dècades de 1960 i 1970.

## Trajectòria
Jugava d'extrem dret. Fou jugador del Sevilla FC entre 1961 i 1967. Aquest any fitxà pel FC Barcelona, on jugà fins al començament de la temporada 1968-69, que marxà al Saragossa. Amb el Barça disputà més de 40 partits i fou campió de Copa (1968). Després de quatre temporades al Reial Saragossa marxà al Granada CF on jugà durant dues temporades, fins al 1974.

## Palmarès
- Copa espanyola:
  - 1968